# Ezra Miller
Ezra Matthew Miller (Wyckoff, New Jersey, 1992. szeptember 30. –) amerikai színész, énekes, zenész és aktivista.
Ő játszotta Barry Allent a DC-moziuniverzum filmjeiben: Batman Superman ellen – Az igazság hajnala (2016), Az Igazság Ligája (2017), Flash – A Villám (2023).
A Legendás állatok és megfigyelésük (2016), a Legendás állatok: Grindelwald bűntettei (2018) és a Legendás állatok: Dumbledore titkai (2022) című filmekben Credence Barebone-t alakította.

## Gyermekkora és családja
1992. szeptember 30-án született Wyckoffban, New Jersey államban. Anyja Martha Koch, apja Robert S. Miller. Két nővére van: Saiya és Caitlin.

## Pályafutása

### Konfliktusok a személye körül
- 2011. június 28.-án az Egy különc srác feljegyzései forgatása során egy jármű utasa volt. A járművet Pittsburghben leállították, miután eltört a féklámpa, ekkor a rendőrök 20 gramm marihuánát találtak nála. Kezdetben kábítószer birtoklás vádjával vádat emeltek vele szemben, később a bíró ejtette a vádakat. Végül 600 dolláros büntetést kapott. A színész később a következőt nyilatkozta: „Nem érzem úgy, hogy titkolnom kell azt a tényt, hogy füvet szívok. Ez egy ártalmatlan növényi anyag, amely növeli az érzékszervi megbecsülést." 11
- 2020. április 6.-án megjelent egy videó az interneten egy azóta törölt tweetben. A videón a színész egy nőt a nyakánál fogva a földhöz vágott. Az eset 2020. április 1.-én történt egy Reykjavíki Prikíd bárban. Miután szóváltásba elegyedettek egymással a színész a „harci sebeivel” hencegett, mire az áldozat viccelődve provokálni kezdte, hogy verekedjenek, ekkor következett be az  excentrikus színész reakciója. A szemtanúk mellett a Variety és más független lapok is megerősítették a videó hitelességét és Ezra Miller személyét.12
- 2022. március 28.-án, a helyi idő szerint vasárnap éjjel 11:30-kor rendbontás és zaklatás vádjával letartoztatták Ezra Millert. A színész a Hawaii Hilo városban, egy karaokebárban obszcén szavakat ordibált a közönségre, majd rátámadt egy a mikrofonnál álló 23 éves nőre, később pedig egy 32 éves dartsozó férfira támadt. Nem sokkal a letartóztatása után, Miller kifizette az 500 dolláros óvadékot, így gyorsan szabadult. 13
- Pár órával a szabadulása után berontott egy Hilo-i pár hálószobájába, megfenyegette őket és állítólag ellopott tőlük pár dolgot (útlevél, pénztárca). Az eset után távoltartási végzést nyújtottak be Miller ellen. A helyi rendőrség nyilatkozata szerint a március 7. óta a városban tartózkodó színész miatt 10 alkalommal riasztották őket. 14
- 2022. április 19.-én ismét letartoztatták másodfokú testi sértés vádjával. Helyi idő szerint hétfő este a hawaii Hilo városában Miller megjelent egy lakógyűlésen. A színész azután lett ideges miután felszólították, hogy távozzon, ekkor Miller egy széket vágott egy 26 éves nőhöz, akinek a homlokán egy közel 1,5 cm-es seb keletkezett. A nő ugyan nem kért ellátást, de a színészt feljelentették, mire a rendőrség kiérkezett a színész már távozott a helyszínről. 20 perccel később kedd éjjel 1:30-kor sikerült beazonosítani a színész kocsiját a piros lámpánál. Miller 500 dolláros pénzbírságot kapott rendbontás vádjával, a jelentések szerint 4:05-kor már szabadon engedték. 15
- 2016-ban az akkor még csak 23 éves Ezra Miller összebarátkozott az akkor még csak 12 éves Tokata Iron Eyesszal indián aktivistával egy indiánrezervátumban. 2022 júniusában Tokata szülei azzal vádolták Millert, hogy alkoholt, marihuánát és LSD-t adott a kiskorú lányuknak és miatta szakította félbe iskolai tanulmányait 2021 decemberében. 16 A szülők a bírósághoz írt levelükben azt írták még, hogy, Miller felelős a lányukon talált sérülésekért, továbbá manipulálta, hogy elhiggye transznemű. A 18 éves Tokota tagadja a vádakat, aki már Gibsonnak szólítja magát és nem-bináris, meleg queernek vallotta magát. 17
- Egy héttel később Miller Instagram oldalán keresztül zavaros posztokban és képekkel a következőket üzente az őt kereső hatóságoknak: „Üzenet egy másik dimenzióból” „Nem tudtok elkapni, egy másik univerzumban vagyok” „Fel vagyok vértezve a negatív emberekkel és a rosszindulatukkal szemben. A szellememet, az elmémet, a testemet, a lelkemet és a sikereimet nem befolyásolja senkinek az irigysége. Védve vagyok minden negatív ember próbálkozásával szemben, aki ellenem tör. Tudatosan és tudat alatt is.” Ezután a színész törölte Instagram profilját. 18 Az első két mondat utalás a 2023-ban érkező Flash filmjére, ami jelen állás szerint Miller utolsó DC-s projektje lesz. 19
- 2022 tavaszán Ezra Miller befogadott  egy 25 éves anyát és annak 3 kiskorú gyermekét a hollywoodi színész farmjára. A nőt állítólag egy bántalmazó kapcsolatból kellett kimenekíteni. A nyilvánosság értetlenül állt a történtek előtt, ugyanis a színész farmja kicsit sem alkalmas a gyermekek biztonságos nevelésére. Azonnal cikkezni kezdtek a lapok és olyan képek láttak napvilágot, ahol puskák és pisztolyok hevertek mindenfelé szabadon. A gyermekek pedig a farmon természet marihuána között játszottak a töltényekkel. A hatóságok nem sokkal később megpróbálták kézbesíteni a levelet miszerint a gyermekeket elveszik az az anyától a gyermekek biztonsága érdekében. A 25 éves nő és 3 gyermeke 2022 júliusában nyomtalanul eltűnt, a hatóságok azóta is keresik. A nyomozás fényt derített arra, hogy Ezra Millernek köze van az eltűnéshez, annak ellenére, hogy a színész mindent tagad.
- 2022. augusztus 7.-én a vermonti rendőrség betöréses lopás vádjával vádat emeltek a színésszel szemben. A vád szerint több üveg alkoholt lopott egy magánházból még 2022 májusában. A biztonsági kamerák rögzítették az esetet, így be tudták azonosítani Ezra Millert. A bírósági tárgyalásra 2022. szeptember 26.-án került sor. 20
- 2022. augusztus 15.-én hivatalosan bocsánatot kért a korábbi botrányokért, amit egy közleményben adott ki a Variety-ben: „Az utóbbi időben egy elég intenzív válságot éltem át, és mostanra megértettem, hogy eléggé összetett mentális betegségektől szenvedek, amik kapcsán megkezdődtek a kezeléseim. Szeretnék mindenkitől bocsánatot kérni, amiért bárkit is megijesztettem vagy felzaklattam a múltbéli viselkedésemmel. Eltökélten fogok dolgozni azért, hogy visszatereljem az életemet egy egészséges, biztonságos és produktív állapotba.” 21

## Filmográfia

### Film
| Év   | Magyar cím                                 | Eredeti cím                                 | Szerep                          | Magyar hang   |
| ---- | ------------------------------------------ | ------------------------------------------- | ------------------------------- | ------------- |
| 2008 |                                            | Afterschool                                 | Robert                          |               |
| 2009 |                                            | City Island                                 | Vincent "Vinnie" Rizzo Jr.      |               |
| 2010 |                                            | Beware the Gonzo                            | Eddie "Gonzo" Gilman            |               |
| 2010 | Minden nap                                 | Every Day                                   | Jonah                           |               |
| 2011 |                                            | Another Happy Day                           | Elliot Hellman                  |               |
| 2011 |                                            | Busted Walk (rövidfilm)                     | Jay Turner                      |               |
| 2011 | Beszélnünk kell Kevinről                   | We Need to Talk About Kevin                 | Kevin Khatchadourian            |               |
| 2012 | Egy különc srác feljegyzései               | The Perks of Being a Wallflower             | Patrick                         | Előd Álmos    |
| 2014 | Madame Bovary                              | Madame Bovary                               | Leon Dupuis                     | Fehér Tibor   |
| 2015 | A stanfordi börtönkísérlet                 | The Stanford Prison Experiment              | Daniel Culp (8612-es rab)       | Gacsal Ádám   |
| 2015 | Kész katasztrófa                           | Trainwreck                                  | Donald                          | Jéger Zsombor |
| 2016 | Batman Superman ellen – Az igazság hajnala | Batman v Superman: Dawn of Justice          | Barry Allen / The Flash         | Szabó Máté    |
| 2016 | Suicide Squad – Öngyilkos osztag           | Suicide Squad                               | Barry Allen / The Flash (cameo) | Szabó Máté    |
| 2016 | Legendás állatok és megfigyelésük          | Fantastic Beasts and Where to Find Them     | Credence Barebone               | Tasnádi Bence |
| 2017 | Az Igazság Ligája                          | Justice League                              | Barry Allen / The Flash         | Jéger Zsombor |
| 2018 | Legendás állatok: Grindelwald bűntettei    | Fantastic Beasts: The Crimes of Grindelwald | Credence Barebone               | Tasnádi Bence |
| 2021 | Zack Snyder: Az Igazság Ligája             | Zack Snyder's Justice League                | Barry Allen / The Flash         | Jéger Zsombor |
| 2021 |                                            | Asking For It                               | Mark Vanderhill                 |               |
| 2022 | Legendás állatok: Dumbledore titkai        | Fantastic Beasts: The Secrets of Dumbledore | Credence Barebone               | Tasnádi Bence |
| 2023 | Flash – A Villám                           | The Flash                                   | Barry Allen / The Flash         | Jéger Zsombor |

### Televízió

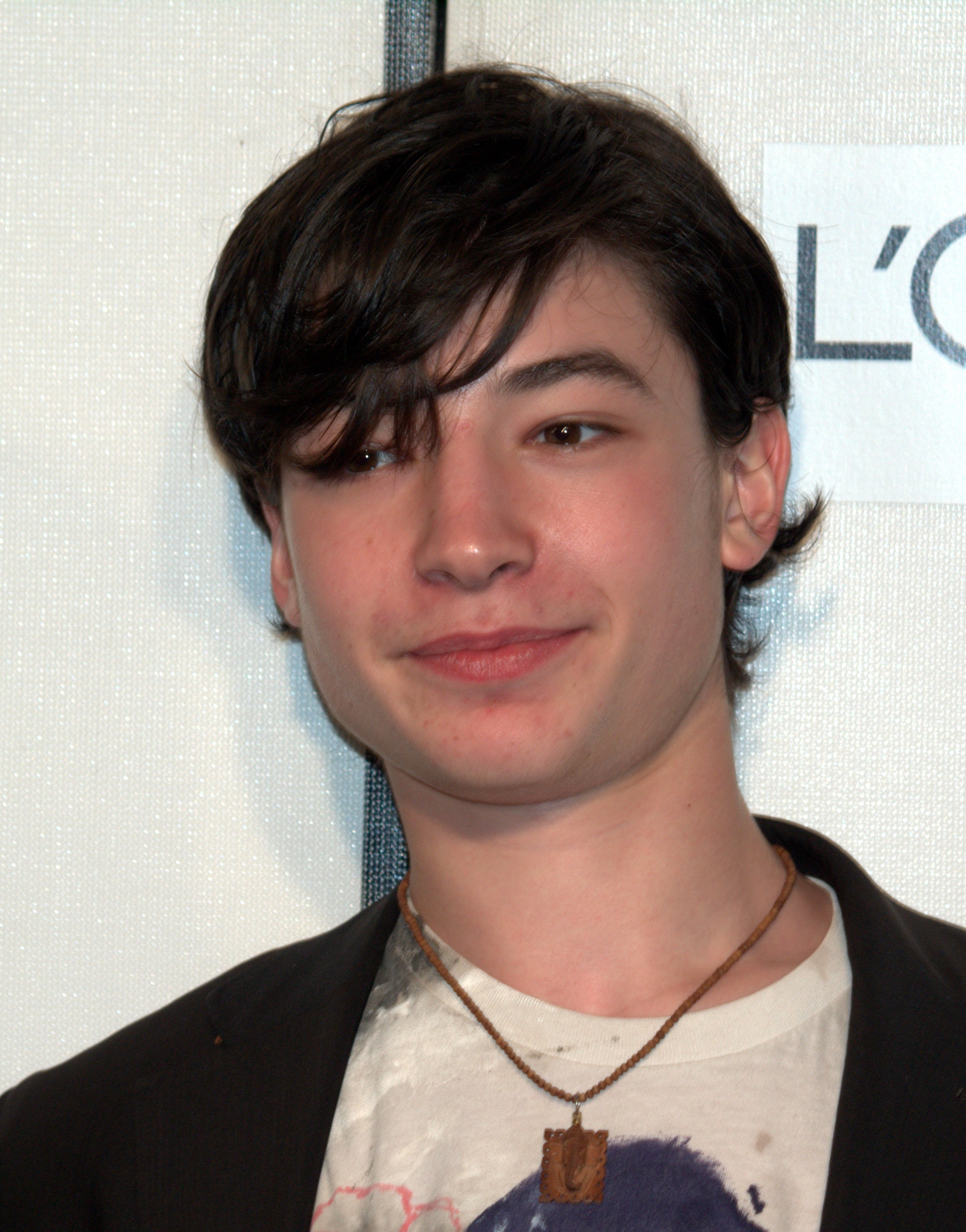
A 2009-es Tribeca Filmfesztiválon

| Év        | Magyar cím                               | Eredeti cím                       | Szerep                  | Megjegyzések     |
| --------- | ---------------------------------------- | --------------------------------- | ----------------------- | ---------------- |
| 2008      |                                          | Cakey! The Cake from Outer Space  | kötekedő                | 1 epizód         |
| 2008      | Kaliforgia                               | Californication                   | Damien                  | 5 epizód         |
| 2009      | Esküdt ellenségek: Különleges ügyosztály | Law & Order: Special Victims Unit | Ethan Morse             | 1 epizód         |
| 2009–2010 | Luxusdoki                                | Royal Pains                       | Tucker Bryant           | 5 epizód         |
| 2020      | A zöld íjász                             | Arrow                             | Barry Allen / The Flash | 1 epizód (cameo) |
| 2021      |                                          | The Stand                         | Szemétláda Ember        | 3 epizód         |
| 2021      | Legyőzhetetlen                           | Invincible                        | D.A. Sinclair (hangja)  | 1 epizód         |
| 2022      | Peacemaker – Békeharcos                  | Peacemaker                        | Barry Allen / The Flash | 1 epizód (cameo) |